# لنینسکی (شهرستان داولکانوفسکی، باشقیرستان)
لنینسکی (انگلیسی: Leninsky, Davlekanovsky District, Republic of Bashkortostan) یک شهرک در شهرستان داولکانوفسکی در استان باشقیرستان کشور روسیه است.